# San Juanito (Chihuahua)
San Juanito è una cittadina dello stato messicano di Chihuahua, situata nel punto più alto della Sierra Madre Occidentale, nel comune di Bocoyna, di cui è l'entità più popolata.

## Storia
San Juanito venne fondata nel 1903, come stazione della ferrovia Chihuahua-Pacifico, il suo sviluppo principale fu dovuto all'essere un centro di spedizione del legname proveniente dalle segherie dedicate allo sfruttamento forestale della Sierra Madre. Nonostante l'industria forestale sia diminuita notevolmente, San Juanito è diventata la città più grande ed il centro economico del comune di Bocoyna, sede di imprese, uffici pubblici e scuole comunali. Nel 1922, viene aperta la Sección Municipal sulla piazza principale, per evitare che i residenti debbano sempre andare a Bocoyna per tutte le pratiche. A differenza della vicina Creel, che è una cittadina più dedita al turismo, San Juanito è più orientata all'economia regionale, fornendo servizi di base per l'attività turistica. Attualmente, San Juanito sta cercando di convertire la sua economia, che era sostenuta dall'industria del legname, in un'economia in parte turistica, questo con la recente creazione nel 2004 della diga Situriachi, che è una delle più visitate dello stato.

## Amministrazione e demografia
San Juanito appartiene al municipio di Bocoyna è quindi una sua frazione, anche se ne è la popolazione più grande, il sindaco e la giunta comunale hanno sede a Bocoyna. Come nella maggior parte dei comuni del Messico, il sindaco e la giunta comunale vengono eletti ogni tre anni.
Con una popolazione di 10535 abitanti, è l'entità più popolata, appartenente al comune di Bocoyna, superando il capoluogo e anche altre due popolazioni molto più turistiche.
| Denominazione località                          | Abitanti |
| ----------------------------------------------- | -------- |
| San Juanito                                     | 10 535   |
| Creel                                           | 5 338    |
| Sisoguichi                                      | 1 097    |
| Bocoyna (capoluogo)                             | 796      |
| Sojahuachi                                      | 377      |
| Rochivo                                         | 330      |
| Panalachi                                       | 312      |
| Repechique                                      | 60       |
| Awatos                                          | 43       |
| San Elías                                       | 12       |
| Totale Municipio di Bocoyna                     | 28 766*  |
| *include altre località con meno di 10 abitanti |          |

## Clima
San Juanito ha un clima tipico delle regioni boscose. Gli inverni sono molto freddi, con abbondanti nevicate che cadono soprattutto da dicembre a febbraio, e possono raggiungere i 10/15 cm. di spessore, in questo periodo, le temperature raggiungono solitamente i -20 °C, l'estate, nei mesi da giugno ad agosto è mite e piovosa, in questo periodo comunque le notti possono essere fredde, e le precipitazioni superare i 700 mm.
| Mesi                                        | Gen.  | Feb.  | Mar.  | Apr.  | Mag. | Giu. | Lug.  | Ago.  | Set.  | Ott.  | Nov.  | Dic.  | Annuale |
| ------------------------------------------- | ----- | ----- | ----- | ----- | ---- | ---- | ----- | ----- | ----- | ----- | ----- | ----- | ------- |
| Temperatura massima (°C)                    | 24.0  | 25.0  | 26.0  | 29.0  | 31.0 | 34.0 | 36.0  | 32.0  | 29.0  | 27.0  | 25.0  | 24.0  | 36.0    |
| Temperatura minima (°C)                     | -24.0 | -24.0 | -18.0 | -13.0 | -9.0 | -3.0 | 1.0   | 0.6   | -3.0  | -10.0 | -14.0 | -21.0 | -24.0   |
| Precipitazioni totale (mm)                  | 43.0  | 26.8  | 17.2  | 13.9  | 20.2 | 64.6 | 166.4 | 148.2 | 116.9 | 47.6  | 25.5  | 42.8  | 734.1   |
| Giorni di neve (≥ 0.5 cm)                   | 1.38  | 0.61  | 0.72  | 0.08  | 0    | 0    | 0     | 0     | 0     | 0     | 0.42  | 0.70  | 3.9     |
| Fonte: Servicio Meteorológico Nacional 2022 |       |       |       |       |      |      |       |       |       |       |       |       |         |

## Luoghi di interesse
Vista la recente fondazione, a San Juanito non vi sono edifici coloniali o monumenti storici, le montagne che circondano il paese, (che possono arrivare a 3000 metri), si prestano per delle camminate soprattutto nel periodo estivo, inoltre va comunque segnalato quanto segue:
IN CENTRO:
- L'Iglesia del Sagrado Corazon de Jesus, è la principale chiesa del paese, l'interno è stato restaurato e ampliato nel 2020.
- La Plaza Seccional è la principale piazza del paese, ha un chiosco in pietra al centro e numerose panchine per sedersi.
- El Aguila è una grande aquila posizionata sopra ad una colonna in un angolo della piazza, a differenza di altri monumenti dedicati al simbolo del Messico, questa è rappresentata ad ali aperte mentre spicca il volo.
- La casa sul lato sinistro della piazza, circondata da una terrazza in legno al primo piano è l'edificio più vecchio di San Juanito.
- La stazione ferroviaria è un classico edificio risalente agli anni '60.

FUORI DAL CENTRO:
- Il "Puente Colgante" o Ponte Tibetano è un ponte lungo 165 metri, e alto 68, sospeso su una vallata alla periferia del paese.
- La presa Siturachi, anche detta Lago de San Juanito, distante 6,5km dal centro è una diga inaugurata nel 2004.[6]

## Gastronomia

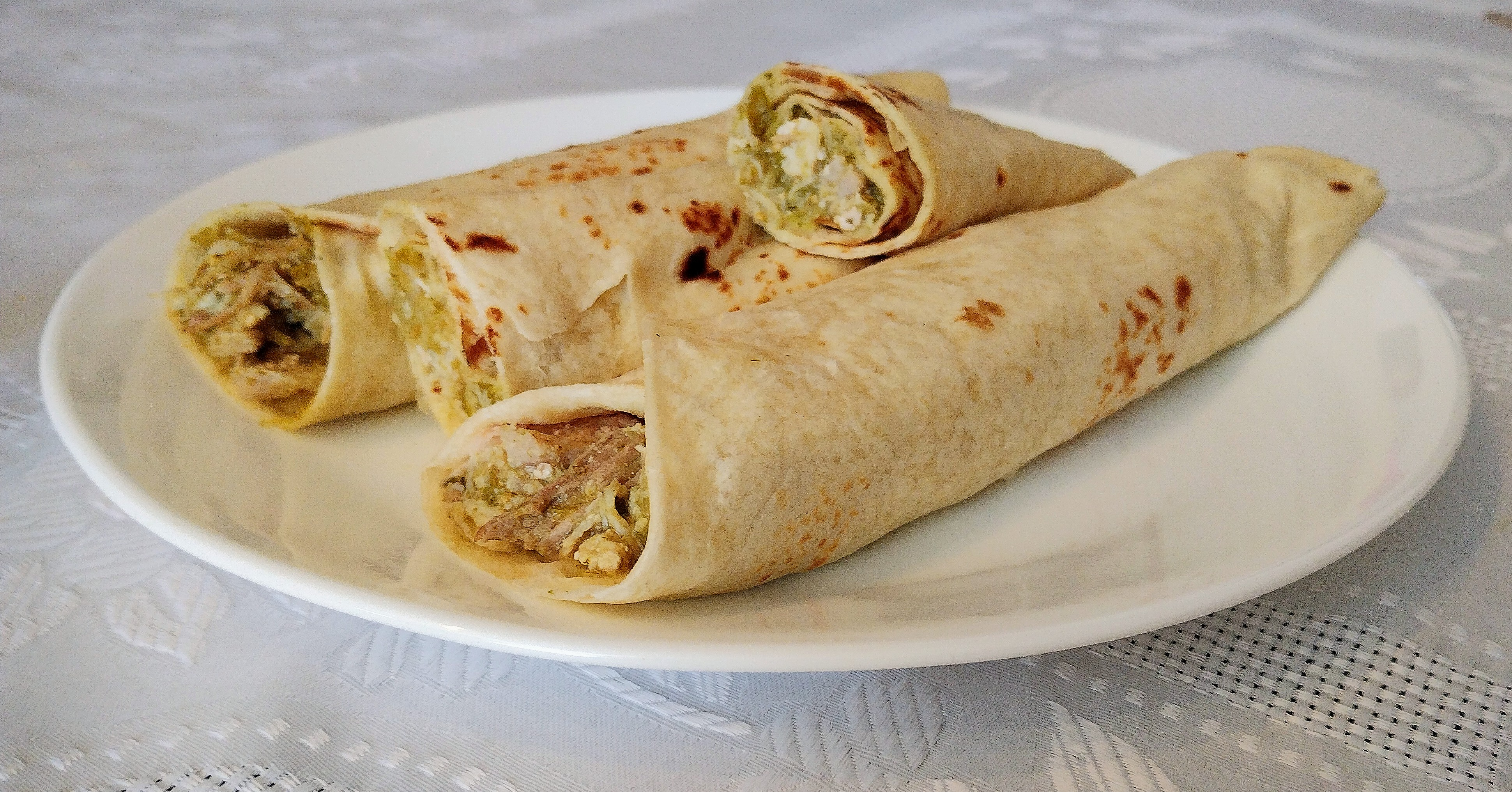
Burritos Chihuahuenses

Gorditas ripiene

Come in altri luoghi del Chihuahua, burritos, carne secca e gorditas, la fanno da padrone:
I burritos, sono una tappa obbligata anche a San Juanito, combinano le grandi tortillas di farina, arrotolate ripiene con carne asada, barbacoa o qualsiasi altro tipo di stufato e anche salsicce tagliate a pezzetti.
La Carne secca, è una carne che viene preparata con peperoncino chilaca, al formaggio asadero, al chili con formaggio asadero, nelle gorditas, al brodo d'orso e, anche con deliziosi tagli di carne di Chihuahua. Il tutto accompagnato dalle tortillas di farina.
Gorditas, Questo piatto viene solitamente preparato ripieno di stufato, consiste in una grossa tortilla tagliata nel mezzo, poi ripiena di carni di differenti tipi e anche formaggio, viene anche cotta a metà, tostata su un piastra.

## Trasporti
San Juanito è un punto di transito importante, due grandi strade e la ferrovia passano per San Juanito. I servizi di autobus ci sono solo sulla strada San Rafael-La Junta.
Autobus: Due linee di autobus fanno servizi giornalieri con partenze circa ogni due ore nell'arco della giornata passando per La Junta, (dove è possibile prendere coincidenze per Madera), Chihuahua, Cuahutemoc, Creel, Divisadero e San Rafael.
Strade locali: La strada che attraversa San Juanito, denominata Avenida Gran Vision è la San Rafael-La Junta, che diventa poi federale 16 e prosegue fino a Chihuahua, un'altra strada è la San Juantito-Basaseachi, che prosegue poi fino a Hermosillo, (Sonora). 
Treno: La stazione di San Juanito fa parte della ferrovia Chihuahua al Pacífico, (Chepe), che va dalla città di Chihuahua a Los Mochis, al febbraio 2025, risulta che solo il treno di classe economica ferma a San Juanito due volte la settimana in entrambe la direzioni.
Aereo: San Juanito non ha un suo aeroporto, il più vicino è L'Aeropuerto Regional Barrancas del Cobre,di Creel, inaugurato il 31 gennaio 2024 dista più di 38 kilometri, al momento ha solo voli regionali per Chihuahua tipo aerotaxi. L'altro aeroporto è l'Aeroporto Internazionale General Roberto Fierro Villalobos di Chihuahua che dista 244 km, ha voli nazionali per il Messico quali, Cancún, Città del Messico, Guadalajara, Mazatlán, Monterrey e altri e voli internazionali per gli Stati Uniti, quali Dallas/Fort Worth e Denver.